# Дхунче

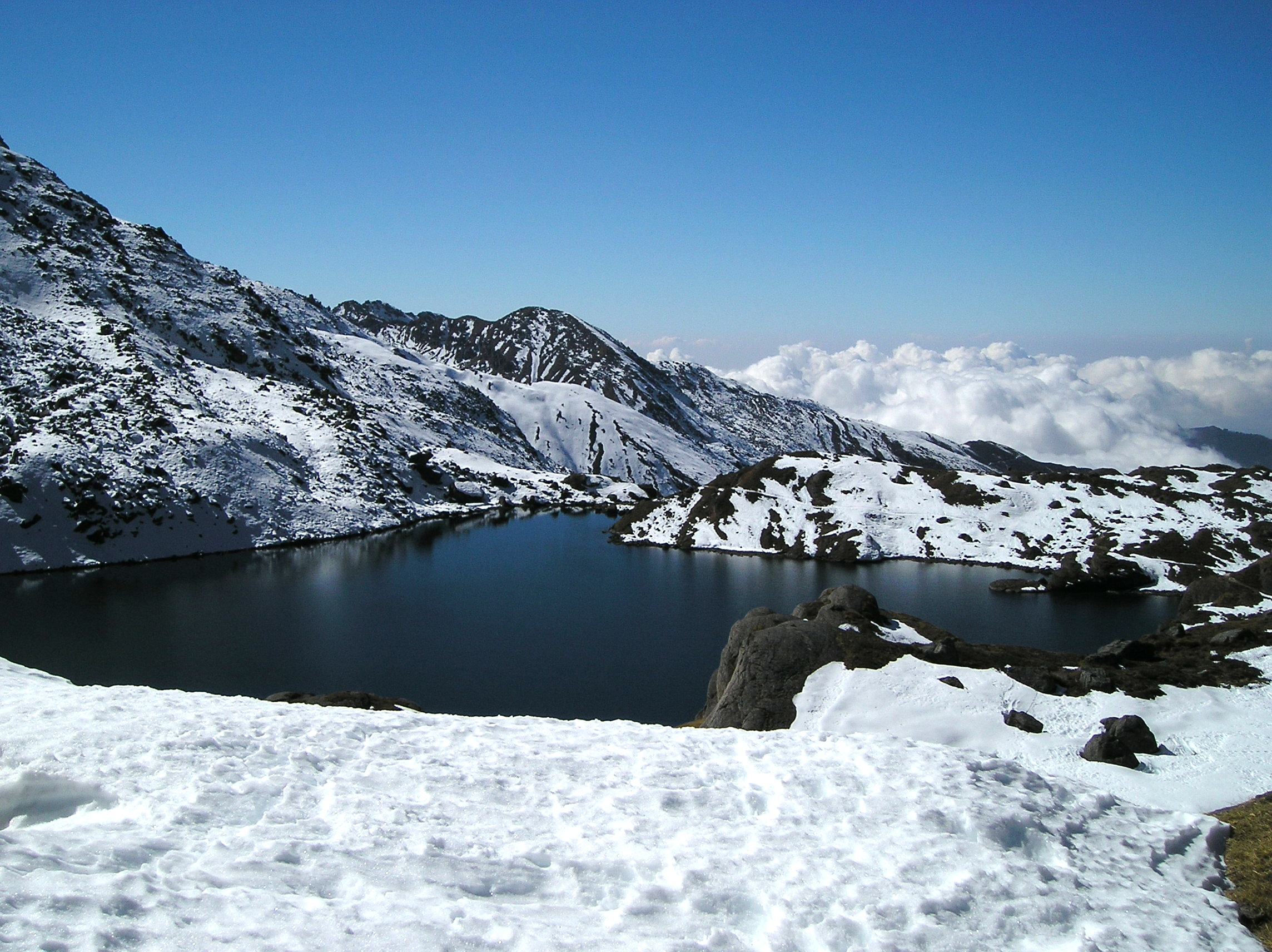
Замершее озеро Госайкунда над Дхунче

Дхунче (धुन्चे) — Населённый пункт в Непале, столица района Расува округа Багмати, связан автомобильным и автобусным сообщением с Катманду. Посёлок тянется вдоль дороги снизу вверх на высоте 1750—2100 м. Поездка на автобусе занимает около семи часов.
Население по переписи 2001 года составляет 2535 человек.
Дхунче — один из ключевых пунктов по дороге в долину Лангтанг, открытой для туризма.
Правительство объявило в 2011 году о проекте строительства кабельного подъёмника между Дхунче и озером Госайкунда — место массового паломничества индуистов.